# Ando Keskküla
Ando Keskküla (* 24. März 1950 in Pöide; † 29. März 2008 in Tallinn) war ein estnischer Maler und Videokünstler.

## Leben und Werk
Ando Keskküla machte 1968 in Tallinn Abitur und schloss 1973 die Estnische Kunstakademie im Fach Design ab. Noch während des Studiums schloss er sich mit Ülevi Eljand, Leonhard Lapin und Andres Tolts zur Gruppe „SOUP `69“ zusammen, die ihren Namen von Andy Warhols Serie zu den Suppenkonserven von Campbell ableitete. Ziel der Gruppe war die Schöpfung einer eigenen Pop Art, die sich über den sozialistischen Realismus lustig machte. Der „Eindimensionalität der kommerziellen Welt“ in der westlichen Pop Art stellte „SOUP `69“ die „Eindimensionalität der Gleichgültigkeit der sowjetischen Gesellschaft und das Chaos und die Armut ihres Milieus“ gegenüber.
Keskküla war seit 1974 aktiv im Estnischen Kunstverband, dessen Mitglied er 1976 wurde. 1989–1992 war er Vorsitzender des Verbandes. Nach Fortbildungen in Deutschland war er ab 1985 Dozent an der Estnischen Kunstakademie, ab 1993 als Professor. Von 1995 bis 2005 war er Rektor der Estnischen Kunstakademie.
Seine erste Einzelausstellung war 1975 in Tallinn, sieht man von einer privaten Wohnungsausstellung ab, die er 1968 gemeinsam mit Andres Tolts veranstaltete. Es folgten zahlreiche Gruppen- und Einzelausstellungen im In- und Ausland, 1992 war er auf der Ausstellung „Mythos und Abstraktion“ in Karlsruhe vertreten. Seit 1990 ist er mit Videoinstallationen in Erscheinung getreten, u. a. 1992 auf der Weltausstellung von Sevilla.

## Auszeichnungen
- 1985 Verdienter Künstler der ESSR
- 2000 Jahrespreis des Estnischen Kulturkapitals
- 2000 Kulturpreis der Republik Estland
- 2001 Orden des weißen Sterns, IV. Klasse

## Sekundärliteratur
- Jaak Kangilaski: Ando Keskküla. In: Junge Künstler Sowjetestlands 2. Perioodika, Tallinn 1985, S. 19–22.
- Martti Soosaar: Ando Keskküla. In: Ateljee-etüüde. Kunst, Tallinn 1990, S. 79–85.